# Teatro Fontalba

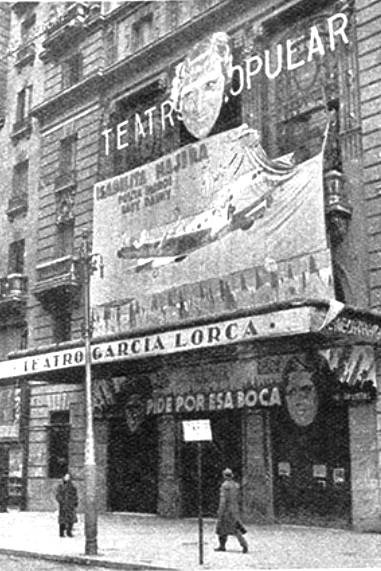
El local, entonces llamado Teatro Popular, en marzo de 1939.

El teatro Fontalba fue uno de los primeros teatros en la Calle Gran Vía de Madrid, a la altura del número 30 de esa céntrica calle de la capital de España. Fue encargado al arquitecto José López Sallaberry en 1924, por Francisco de Cubas (marqués de Cubas, y más conocido por su otro título de marqués de Fontalba). El edificio es hoy propiedad de Thor Equities empresa con sedes en Nueva York, Londres y Ciudad de México.
Durante la Segunda República tomó el nombre de Teatro Popular, recuperando el original tras la Guerra Civil.  El edificio fue vendido en 1954. Posteriormente fue derribado para construir la sede del Banco Coca. En una reforma posterior se añadió una fachada inspirada lejanamente en la del desaparecido teatro.

## Historia
La obra, que dio comienzo en 1919 y finalizó en 1924, se asignó en principio a Teodoro de Anasagasti y a su suegro José López Sallaberry, arquitectos que antes habían colaborado en el vecino edificio Madrid-París. Edificado en el segundo tramo del entonces llamado Bulevar de Pi y Maragall, se abrió al público el 20 de octubre del año 1924 con el estreno de obra de Jacinto Benavente titulada La virtud sospechosa y antes de que se concluyese la construcción de los dos edificios de viviendas que flanqueaban el teatro.
Con un aforo de 1400 espectadores, fue en su época uno de los primeros de Europa en instalar servicios de alumbrado en su interior. Disponía de salón de té en la primera planta, además de bar en el segundo piso. Es curioso el dato de que en las primeras filas de butacas había dispositivos para sordos, que podían ser solicitados al pagar la entrada con un pequeño cargo en el precio general. A pesar de todo no fue un teatro popular y su inicial objetivo de ser un gran referente del mundo de la comedia fue degenerando, cayendo en el recurso folclórico cuando, muerto Fontalba en 1937, sus herederos vendieron el local tras la guerra civil.